# Premier Power
Premier Power ist eine Stromversorgungsgesellschaft in Nordirland.
Die Gesellschaft wurde 1992 nach der Privatisierung der Stromversorgung in Nordirland gegründet. Zuvor war die Northern Ireland Electricity (NIE) für den Betrieb der dortigen Kraftwerke und Netze verantwortlich. Die BG Group kaufte das Kraftwerk Ballylumford von der NIE und gründete Premier Power als Betreibergesellschaft. 
Mit dem Kraftwerk in Ballylumford kann Premier Power derzeit 50 % des nordirischen und 17 % des gesamtirischen Stromverbrauchs decken.